# なべあちっ!
『なべあちっ!』は、フジテレビジョンで、2008年4月から2011年3月まで、毎週月曜深夜で放送されていた情報バラエティー番組。世界のナベアツの冠番組である。

## 出演
- 世界のナベアツ
- 優木まおみ
- 遠藤玲子（フジテレビアナウンサー、ナレーター）

## スタッフ
- タイトル：松下進
- 構成：小野寺雅之
- カメラ：白石利彦
- VE：田中武
- 照明：中原淳一
- 音響効果：高田智彰
- 編集：浜野元久
- MA：長田浩幸
- 美術制作：内藤佳奈子
- デザイン：天野さやか
- メイク：東まり子
- 編成：立松嗣章、成河広明
- 広報：島谷真理
- AP：高柳俊介、武川和美
- ディレクター：萩森豪、柳さおり、新井田洋
- 演出：武島義之
- プロデューサー：五十嵐剛、岡庭幸代
- 技術協力：共同テレビジョン、FLT、BABY SOUND LUCK、IMAGICA
- 美術協力：フジアール
- 制作協力：D:COMPLEX
- 制作：フジテレビコンテンツ事業センター映像企画部
- 制作著作：フジテレビ